# عنتر زوابري
عنتر ابن محمد بن قاسم بن الربيع زوابري المدعو أبو طلحة (9 مايو 1970 - 8 فبراير 2002)، أمير الجماعة الإسلامية المسلحة من سنة 1996 إلى 2002.

## النشأة
ولد في 10 ماي 1970 ببوفاريك، البليدة. نشأ وسط عائلة محافظة على تقاليدها ومتمسكة بدينها الإسلامي. شقيقه الأكبر أسس جماعة «الأمر بالمعروف والنهي عن المنكر». ومع ذلك لم يُعرف عن عنتر زوابري أي توجه إسلامي أو تدين أو ارتباطه بأي تنظيم من التنظيمات الإسلامية إبان فترة السرية أو التعددية السياسية والحزبية التي عرفتها الجزائر منذ مطلع التسعينيات.

## الصعود إلى الجبل
التحق بالجبال سنة 1992 وتولى إمارة الجماعة الإسلامية المسلحة يوم 18 جويلية 1996 وذلك خلفا لسلفه جمال زيتوني المدعو (أبو عبد الرحمن أمين) الذي قُتل في كمين نُصب له من طرف بعض المنشقين عنه. وما إن تولى عنتر زوابري إمارة الجماعة حتى أعلن عن منهجه التكفيري الحروري الأزرقي حيث كفر كل من لم يكن عضوا في جماعته وٱعتبر أن المسلمين هم كل من بايعه وتبعه أما الباقي فكلهم كفار بما فيهم الجماعات الإسلامية الأخرى التي تقاتل في الجبال ولم يتأخر في تطبيق أرائه على الشعب حيث ٱرتكب مجازر فظيعة ولم يستثنِ منها أحد ولا زالت تلك المجازر تطرح عشرات الأسئلة حول أسبابها ومنفذيها.

## مقتله
استمر عنتر زوابري في جرائمه إلى غاية مقتله رفقة اثنين من مساعديه في منزل قرب منزل عائلته ببوفاريك وذلك يوم 9 فبراير 2002 وعُرضت جُثته في مركز الناحية العسكرية الأولى أمام مجموعة من الصحفيين. وبعد مقتله خلفه (رشيد أوكلي) المعروف باسم (رشيد أبو تراب) أحد أقرب المقربيّن إلى عنتر زوابري.

## العمالة للمخابرات
وتقول الحركة الجزائرية للضباط الأحرار المعارضة للنظام الجزائري أن عنتر زوابري كان يعمل لحساب المخابرات الجزائرية وكان يتلقى الأوامر من ضابط برتبة رائد إسمه (توات محفوظ) المدعو (جمال أبو محمد)، والغرض من ذلك هو تشويه الجماعات الإسلامية والمسلحة ودفع المواطنين إلى عدم مساندتها.